# روبرت برايت
روبرت برايت (بالإنجليزية: Robert Bright)‏ هو كاتب وكاتب للأطفال أمريكي، ولد في 1902، وتوفي في 1988 بسبب سرطان.

## وصلات خارجية
- روبرت برايت على موقع ديسكوغز (الإنجليزية)